# Park im. Tadeusza Kościuszki w Radomiu
Park im. Tadeusza Kościuszki – zabytkowy park miejski w Śródmieściu Radomia.

## Lokalizacja
Park usytuowany jest w centralnej części radomskiego śródmieścia i zajmuje obszar o powierzchni ok. 7 ha, ograniczony ulicami Mickiewicza, Sienkiewicza, Słowackiego i Żeromskiego. Główną osią założenia parkowego jest aleja im. bp. Jana Chrapka łącząca dwa charakterystyczne gmachy Radomia – znajdujący się przy ulicy Żeromskiego klasycystyczny Pałac Sandomierski oraz negotycki budynek katedry.

## Historia

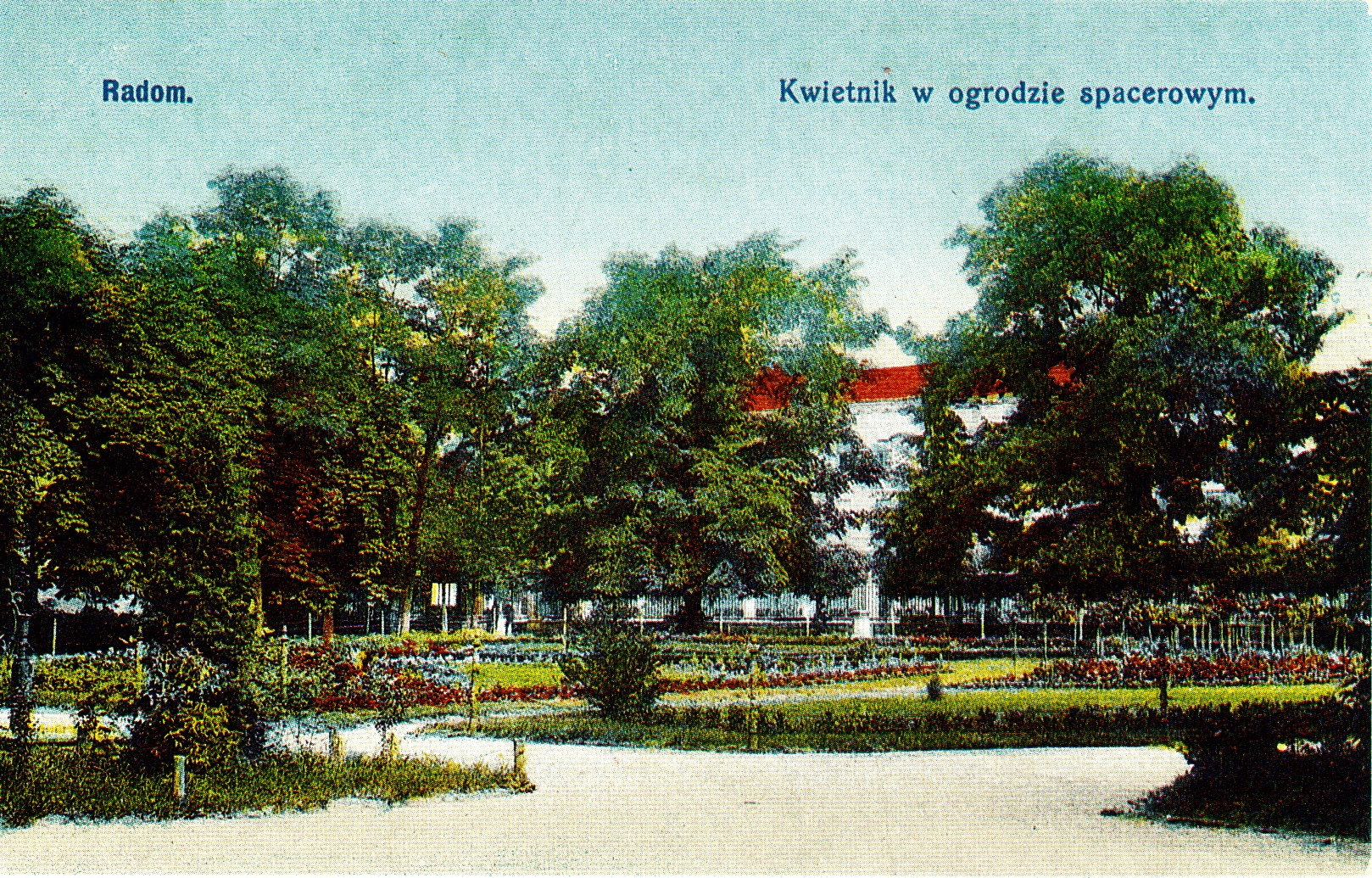
Kwietnik w Nowym Ogrodzie. Widok ok. 1900 roku.

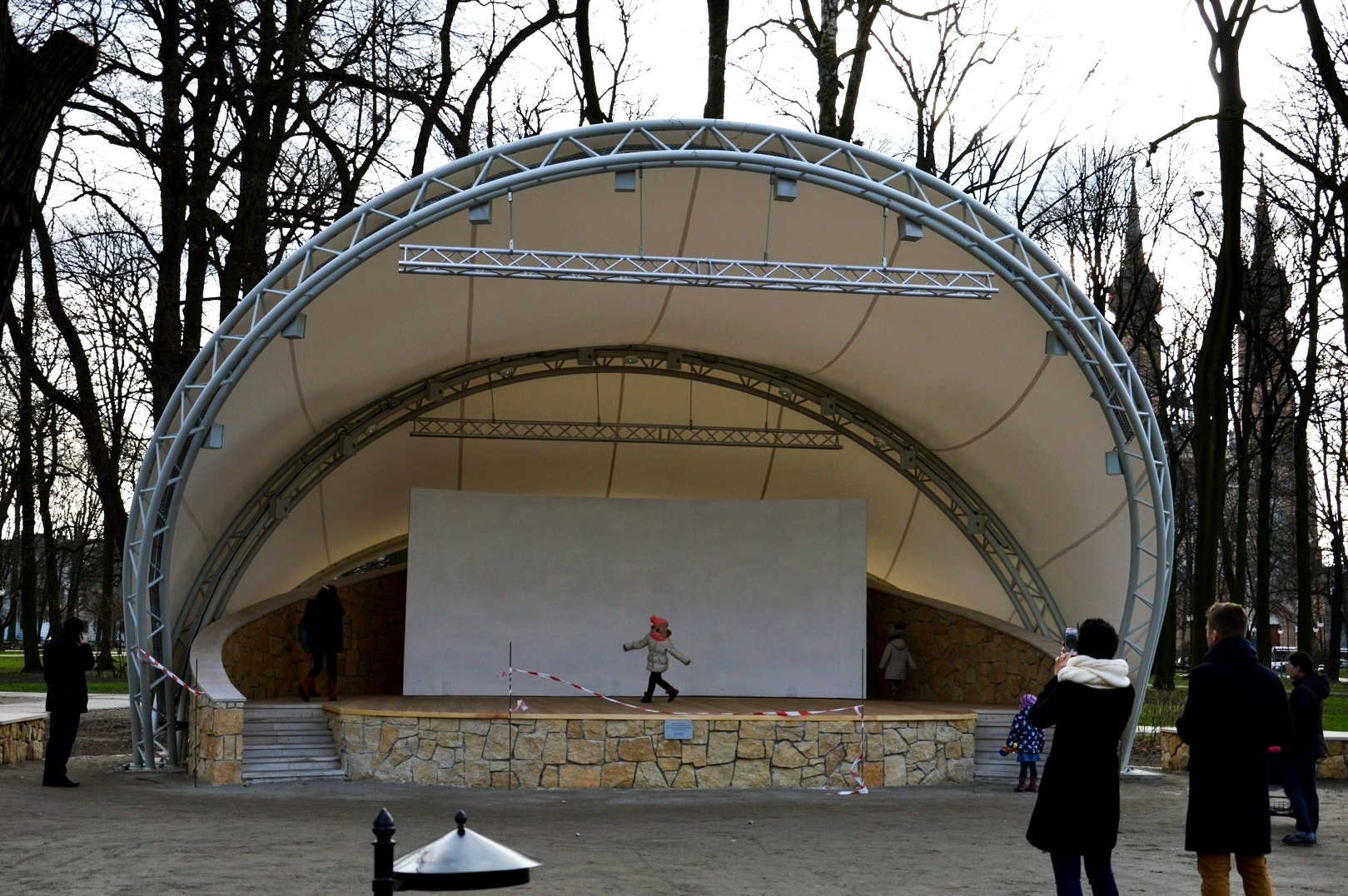
Nowa muszla koncertowa.

Urządzenie w Radomiu nowego parku spacerowego związane było z realizacją założeń planu regulacyjnego z 1822 roku. Na ogród miejski przeznaczono teren naprzeciw ukończonego w 1827 roku gmachu ówczesnej sandomierskiej komisji wojewódzkiej. Ze względu na brak wystarczających środków finansowych prace budowlane rozpoczęto dopiero w 1866 roku z polecenia ówczesnego gubernatora radomskiego Dmitrija Anuczina. Ukończonemu w 1867 roku ogrodowi nadano formę angielskiego parku krajobrazowego, uzupełnionego elementami geometrycznymi. Ozdobą założenia były dodawane sukcesywnie elementy architektoniczne, tj. sztuczne, romantyczne ruiny (1870) wkomponowane w sztuczne wzgórze, altana (prawdopodobnie pierwszy w Radomiu budynek o konstrukcji żelbetowej, 1912), budynek kawiarniany (lata 20. XX wieku) i in. Jedynym obiektem architektonicznym znajdującym się na terenie parku powstałym przed 1867 rokiem jest budynek rogatki lubelskiej ukończony w 1840 roku. W latach 1881–1883 cały obszar otoczono parkanem z kutego żelaza. W 1909 roku ogród oświetliły pierwsze latarnie elektryczne. Wygląd parku nie zmienił się zasadniczo aż do końca II wojny światowej. Po 1945 roku nastąpił szereg negatywnych zmian, które poskutkowały degradacją całego założenia. W 1963 roku rozebrano ogrodzenie oraz sztuczne ruiny. Zubożeniu uległa też szata roślinna. Jedną z nielicznych inwestycji z okresu PRL było wybudowanie w latach 50. muszli koncertowej (obiekt spłonął w latach 80.). Gruntowną renowację przeszedł park dopiero w 2010 roku. Wówczas m.in. odbudowano sztuczne ruiny (w zmienionym kształcie), zrezygnowano jednak z odtworzenia parkanu. W grudniu 2015 roku zakończyła się budowa nowej muszli koncertowej. Inwestycja zyskała dofinansowanie z rezerwy budżetowej Kancelarii Prezesa Rady Ministrów.

## Nazwy
Aż do nadania obecnej nazwy w 1916 roku (rocznica przysięgi Tadeusza Kościuszki na rynku krakowskim) funkcjonowały różne określenia parku:
- Ogród Anuczinowski (w nawiązaniu do postaci gubernatora Dmitrija Anuczina, z którego polecenia urządzono park),
- Nowy Ogród (w celu odróżnienia od istniejącego już Starego Ogrodu),
- Ogród Saski (określenie popularne w czasie powstania ogrodu, nawiązujące do warszawskiego pierwowzoru).

## Pomniki

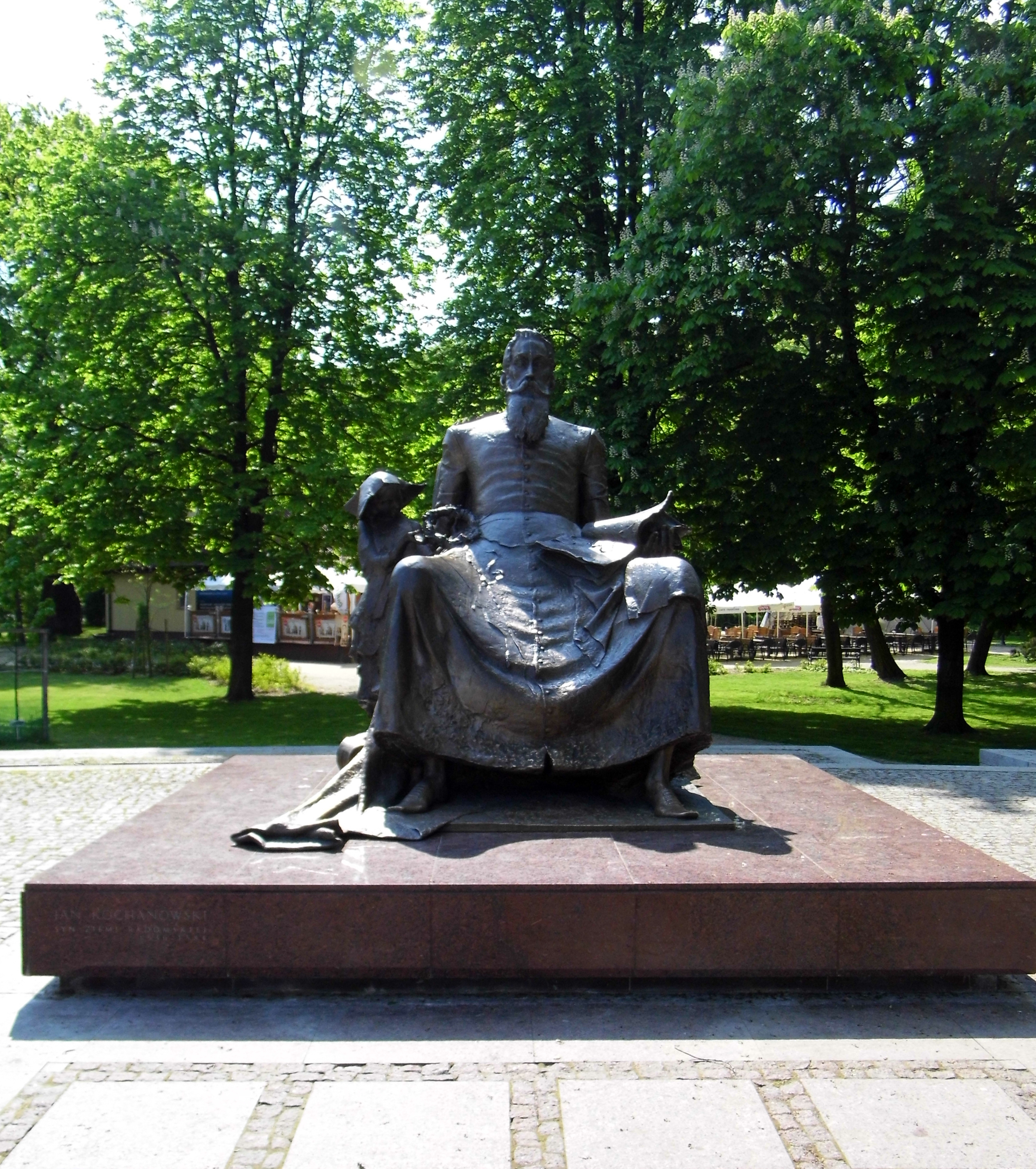
Pomnik Jana Kochanowskiego

Od końca XIX w. w parku im. Kościuszki ustawiono pięć pomników
:
- Pomnik Tadeusz Kościuszki (1889) – pomnik w formie krzyża, ustawiony z inicjatywy władz gubernialnych jako wotum dziękczynne dla cara Aleksandra II z okazji 25 rocznicy uwłaszczenia chłopów. W 1917 roku zmieniono jego przeznaczenie poświęcając go Tadeuszowi Kościuszce.
- Tablica pamiątkowa poświęcona Tadeuszowi Kościuszce (1916) – pierwotnie umieszczona na jednym z filarów bramy wejściowej od strony ulicy Sienkiewicza. W 1993 roku replikę tablicy wkomponowano w głaz umieszczony w pobliżu pierwotnej lokalizacji.
- Pomnik Żołnierzy Radzieckich (1945) – pomnik w formie obelisku, umieszczony w miejscu pochówku żołnierzy radzieckich poległych w styczniu 1945 roku. W 1990 roku przeniesiony na cmentarz prawosławny przy ul. Warszawskiej. Równolegle przeprowadzono ekshumację ciał.
- Pomnik Chopina (1980) – pomnik w formie brązowego popiersia umieszczonego na cokole wykonanym z czerwonego piaskowca. Autorem rzeźby jest Ryszard Kozłowski.
- Pomnik Jana Kochanowskiego (2006) – pomnik w formie posadowionej na niskim cokole rzeźby przedstawiającej poetę wraz z córką. Autorem rzeźby jest Jan Kucz.

## Zieleń
Park im. Tadeusza Kościuszki posiada zabytkowy drzewostan. Wśród rzadkich gatunków drzew występujących na obszarze parku wymienić warto m.in. tulipanowce amerykańskie, modrzewie japońskie oraz lipy krymskie. Innymi powszechnie występującymi gatunkami drzew są klony, wiązy, jawory oraz kasztanowce, których szpalery zdobią główną aleję założenia. Po renowacji w 2010 roku istniejące dotychczas nasadzenia uzupełniono m.in. o nowe partery kwiatowe (sezonowe i wieloletnie).